# Stamford (Vermont)
Stamford – miasto w Stanach Zjednoczonych, w stanie Vermont, w hrabstwie Bennington.